# Spezzeremo le reni

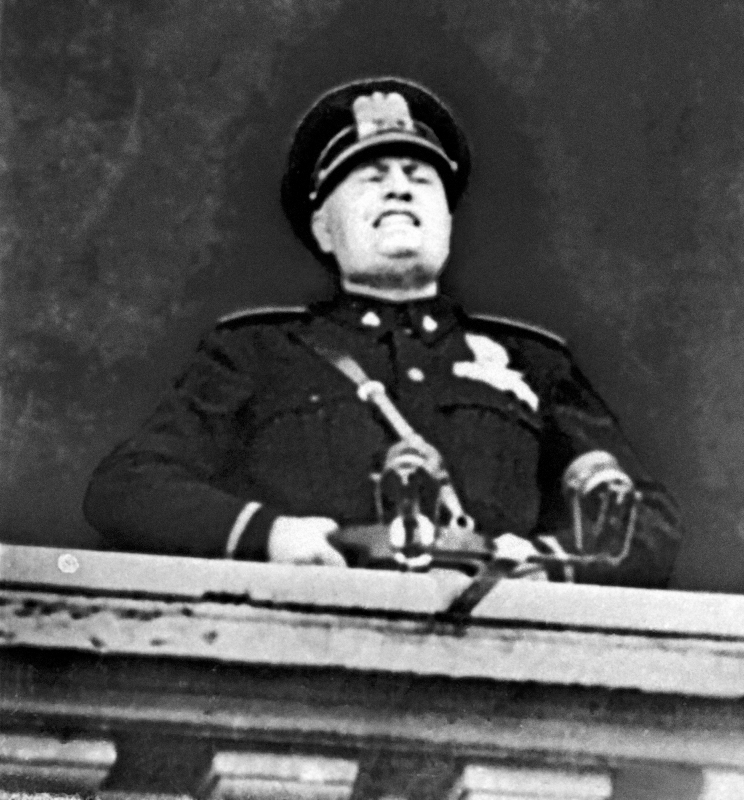
Benito Mussolini arringa le folle dal balcone di Palazzo Venezia nel 1940

Spezzeremo le reni è un celebre slogan fascista, inizialmente riferito alla campagna militare di Grecia in un discorso pronunciato da Benito Mussolini a Piazza Venezia il 18 novembre 1940 e poi sopravvissuto nell'uso comune della lingua italiana come modo di dire, di solito con perdita dell'elemento minaccioso, e con l'assunzione, in genere, di una connotazione più o meno ironica.

## Presupposti

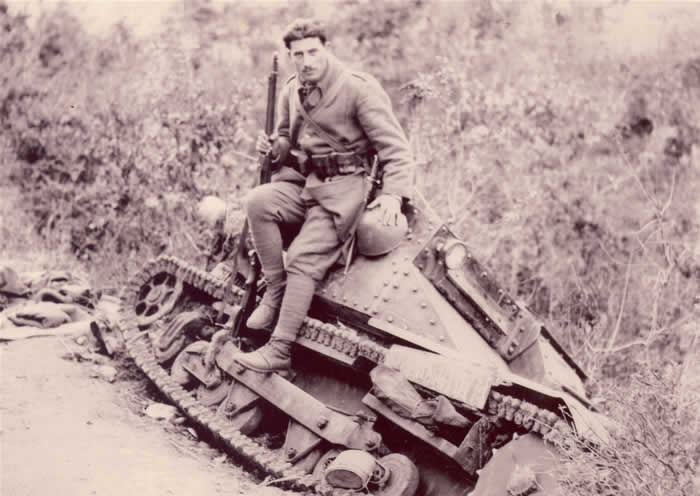
Un soldato greco seduto sullo scafo di un carro L3 abbandonato durante la ritirata degli italiani dall'Epiro

Il 28 ottobre 1940, anniversario della Marcia su Roma, Mussolini aveva lanciato un ultimatum alla Grecia, accusata di tolleranza verso le forze mediterranee inglesi e, contemporaneamente, scatenato l'attacco dall'Albania già occupata dagli italiani. I Greci però, pur in forze nettamente insufficienti, erano riusciti a ricacciare gli invasori e, ai primi di novembre, avevano ottenuto una inaspettata vittoria difensiva nella Battaglia di Elaia-Kalamas.

## Il discorso
Di fronte a tali rovesci, il 18 novembre 1940, giorno del quinto anniversario delle sanzioni economiche irrogate all'Italia dalla Società delle Nazioni a seguito dell'invasione coloniale dell'Abissinia, Mussolini convocò per il Gran Rapporto tutti i gerarchi provinciali del Partito Nazionale Fascista. 
Si affacciò poi al balcone di Palazzo Venezia e, di fronte a una folla di camerati adulanti, pronunciò il discorso poi trasmesso anche dalla radio italiana contenente la frase d'autoreː
(Benito Mussolini)

## Esiti del discorso

Mappa della controffensiva greca, dal novembre 1940 all'aprile 1941

Nella realtà, già il 22 novembre i greci occuparono la città di Coriza e il 28 quella di Pogradec, in piena Albania. L'attacco italiano si concluse in un disastro: la stagione invernale e il territorio montuoso ostacolarono ogni tentativo d'avanzata, anche a causa dell'equipaggiamento in dotazione alle truppe, che era del tutto inadeguato. Inoltre l'esercito greco, rafforzato dall'arrivo di oltre 70.000 militari inglesi, si rivelò più agguerrito e organizzato del previsto; anche l'appoggio di numerose squadriglie aeree e navali britanniche risultò determinante. Solo nel dicembre 1940 gli italiani riuscirono a bloccare la contro-offensiva degli avversari, trasformando così il conflitto in una guerra di posizione.
Il 23 febbraio 1941, a distanza di tre mesi dal primo discorso, Mussolini fece un nuovo annuncio sulle imminenti sorti della campagna di Grecia, così affermando: «fra poco verrà il bello».
Dopo un inizio apparentemente confortante, il contrattacco italiano della primavera del 1941 segnò il passo già a poche ore dall'avvio. L'offensiva proseguì senza interruzione praticamente attorno alle stesse posizioni fino all'ingresso delle truppe tedesche in Grecia (2 marzo 1941) provenienti dalla Bulgaria. Il 16 marzo, l'offensiva italiana fu infine bloccata per concorde decisione dei vertici militari. Le perdite ammontarono a circa 12 000 uomini tra morti e feriti (più di quanti erano andati perduti nella campagna fino a quel momento), con solo miseri guadagni territoriali. 
Il discorso di Mussolini del 18 novembre 1940 non fu assolutamente preveggente per quanto riguarda la Grecia che fermò  l'offensiva italiana.

## Uso parodistico della frase

Totò, Nino Taranto e Nino Marchetti (da destra a sinistra) in Totò contro Maciste del 1962

L'espressione "spezzare le reni/spezzeremo le reni a..." è sopravvissuta all'autore del discorso come parodia dello stile militaresco fascista, secondo un intento subito affermatosi nell'uso, anche nella cinematografia italiana. Un esempio è l'uso che ne fa Totò nel film Totò contro Maciste, di Fernando Cerchio, del 1962:
(Totò in Totò contro Maciste)
Tale utilizzo ironico viene favorito anche dalla memoria storica, che ricorda la sproporzione tra la tracotanza eroica delle parole e la dura realtà dei fatti, con le numerose sconfitte che il Regio Esercito Italiano patì dalle meno quotate forze armate elleniche, che rende ancora più assurda e iperbolica la locuzione.